# Nucli estel·lar

Un esquema del Sol, amb la regió central a la part inferior

Un nucli estel·lar és la regió densa i extremadament calenta al centre d’una estrella. Per a una estrella de la seqüència principal ordinària, la regió central és el volum on les condicions de temperatura i pressió permeten la producció d'energia a través de la fusió termonuclear d'hidrogen en heli. Aquesta energia al seu torn contraposa la massa de l'estrella pressionant cap a l'interior; un procés que manté les condicions a si mateix en equilibri tèrmic i hidroestàtic. La temperatura mínima necessària per la fusió d'hidrogen estel·lar excedeix 107 K (10 MK), mentre que la densitat al nucli del Sol és sobre els 100 g/cm3. El nucli està envoltat per l'embolcall estel·lar, que transporta l'energia des del nucli cap a l'atmosfera estel·lar on s’irradia a l'espai.

## Seqüència principal

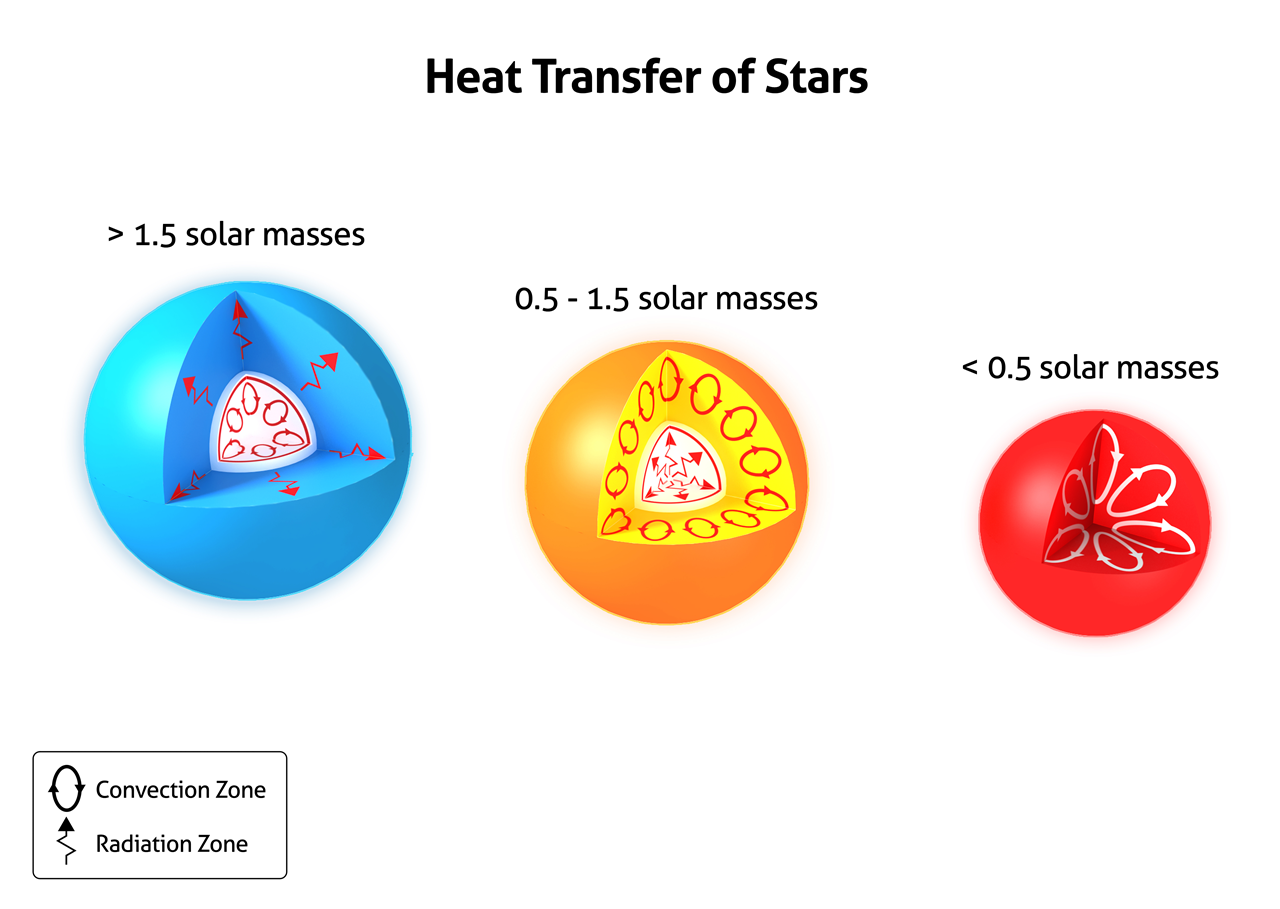
Les estrelles de la seqüència principal d'alta massa tenen nuclis convectius, les estrelles de massa intermèdia tenen nuclis radiatius i les estrelles de massa baixa són totalment convectives.

Les estrelles de seqüència principal es distingeixen pel mecanisme primari de generació d'energia a la seva regió central, que uneix quatre nuclis d'hidrogen per formar un únic àtom d'heli a través de la fusió termonuclear. El Sol és un exemple d’aquesta classe d’estrelles. Una vegada protagonitza la formació de la massa del Sol, la regió del nucli assoleix l'equilibri tèrmic al cap d’uns 100 milions (108) d'anys i es torna radiatiu. Això significa que l'energia generada es transporta fora del nucli mitjançant la radiació i la conducció més que no pas mitjançant el transport massiu en forma de convecció. A sobre d’aquesta zona de radiació esfèrica hi resideix una petita zona de convecció just per sota de l'atmosfera exterior.
Amb una baixa massa estel·lar, la capa de convecció exterior ocupa una proporció creixent de l'embolcall i per a les estrelles amb una massa al voltant de 0,35 M☉ (35% de la massa del Sol) o inferior (incloent les estrelles fallides) a tota l'estrella és convectiva, inclosa la regió central. Aquestes estrelles de massa molt baixa (very low mass stars o VLMS en anglès) ocupen l'abast tardà de les estrelles de seqüència principal de tipus M, o nanes roges. Els VLMS formen el component estel·lar principal de la Via Làctia amb més del 70% de la població total. L'extrem de massa baixa de l'interval VLMS arriba aproximadament 0,075 M☉, per sota de la qual la fusió d'hidrogen ordinària (sense deuteri) no té lloc i es designa l'objecte com una nana marrona. La temperatura de la regió central per a un VLMS es redueix amb la disminució de la massa, mentre que la densitat augmenta. Per a una estrella amb 0,1 M☉, la temperatura del nucli és aproximadament 5 MK mentre que la densitat és al voltant de 500 g cm−3. Fins i tot a l'extrem inferior de l'interval de temperatura, l'hidrogen i l'heli de la regió del nucli estan totalment ionitzats.
Per sota d'aproximadament 1,2 M☉, la producció d'energia al nucli estel·lar es realitza principalment a través de la reacció de cadena protó-protó, un procés que només requereix hidrogen. Per a les estrelles superiors a aquesta massa, la generació d’energia prové cada vegada més del cicle CNO, un procés de fusió d’hidrogen que utilitza àtoms intermedis de carboni, nitrogen i oxigen. Al Sol, només l’1,5% de l'energia neta prové del cicle CNO. Per a estrelles amb 1,5 M☉ on la temperatura del nucli arriba als 18 MK, la meitat de la producció d’energia prové del cicle CNO i la meitat de la cadena pp. El procés CNO és més sensible a la temperatura que la cadena pp, amb la major part de la producció d’energia a prop del centre de l'estrella. Això es tradueix en un gradient tèrmic més fort, que crea inestabilitat convectiva. Per tant, la regió central és convectiva per a les estrelles de més o menys aproximadament 1,2 M☉.
Per a totes les masses d'estrelles, a mesura que es consumeix el nucli d'hidrogen, la temperatura augmenta per mantenir l'equilibri de pressió. Això provoca un augment de la producció d’energia, que al seu torn provoca un augment de la lluminositat de l'estrella. La vida de la fase de fusió d'hidrogen del nucli disminueix amb l'augment de la massa estel·lar. Per a una estrella amb la massa del Sol, aquest període és d’uns deu mil milions d’anys. Una estrella de 5 M☉ el temps és de 65 milions d'anys mentre que en una de 25 M☉ el període bàsic de fusió d'hidrogen és de només sis milions d'anys. Les estrelles amb més vida són nanes vermelles totalment convectives, que poden romandre a la seqüència principal durant centenars de milers de milions d’anys o més.

## Estrelles subgegants
Un cop una estrella ha convertit tot l'hidrogen del seu nucli en heli, el nucli ja no és capaç de suportar-se i comença a col·lapsar-se. S'escalfa i es fa prou calent perquè l'hidrogen en una closca fora del nucli comenci la fusió. El nucli continua col·lapsant-se i les capes externes de l'estrella s’expandeixen. En aquesta etapa, l'estrella és una subgegant. Les estrelles de massa molt baixa mai no es converteixen en subgegants perquè són plenament convectives.
Estrelles amb masses entre aproximadament 0,4 i 1 masses solars tenen petits nuclis no convectius a la seqüència principal i desenvolupen gruixudes closques d’hidrogen a la branca subgegant. Passen diversos milions d'anys a la branca subgegant, amb la massa del nucli d'heli que augmenta lentament a partir de la fusió de la capa d'hidrogen. Finalment, el nucli es degenera i l'estrella s’expandeix cap a la branca gegant vermella.
Les estrelles amb masses més altes tenen nuclis convectius almenys parcialment mentre es troben a la seqüència principal, i desenvolupen un nucli d'heli relativament gran abans d'esgotar l'hidrogen a tota la regió convectiva, i possiblement a una regió més gran a causa de l'excés convectiu. Quan cessa la fusió del nucli, el nucli es comença a col·lapsar i és tan gran que l'energia gravitatòria augmenta la temperatura i la lluminositat de l'estrella durant diversos milions d'anys abans que es faci prou calent com per encendre una capa d'hidrogen. Un cop l’hidrogen comença a fondre’s a la closca, l'estel es refreda i es considera que és una subgegant. Quan el nucli d’una estrella ja no està fusionat, però la seva temperatura es manté per fusió d’una closca circumdant, hi ha una massa màxima anomenada límit de Schönberg–Chandrasekhar. Quan la massa supera aquest límit, el nucli es col·lapsa i les capes externes de l'estrella s'expandeixen ràpidament fins a convertir-se en una gegant vermella. En estrelles fins aproximadament dues masses solars, això es produeix només uns quants milions d'anys després que l'estrella es converteixi en subgegant. Estrelles més massives que dues masses solars tenen nuclis per sobre del límit de Schönberg–Chandrasekhar abans de sortir de la seqüència principal.

## Estrelles gegants

Diferències en l'estructura entre una estrella de la seqüència principal, de la branca gegant vermella, i la branca horitzontal

Un cop el subministrament d'hidrogen al nucli d'una estrella de massa baixa amb almenys 0,25 M☉ s'ha esgotat, deixarà la seqüència principal i evolucionarà al llarg de la branca gegant vermella del diagrama de Hertzsprung-Russell. Aquelles estrelles en evolució amb fins a aproximadament 1,2 M☉ contrauran el seu nucli fins que l'hidrogen comenci a fusionar-se a través de la cadena pp al llarg d'una closca al voltant del nucli d'heli inert, passant al llarg de la branca subgegant. Aquest procés augmentarà constantment la massa del nucli d'heli, fent que la capa de fusió d'hidrogen augmenti de temperatura fins que pugui generar energia a través del cicle CNO. A causa de la sensibilitat a la temperatura del procés CNO, aquesta capa de fusió d'hidrogen serà més prima que abans. Els estels convectors sense nucli per sobre de 1,2 M☉ que han consumit el seu nucli d'hidrogen a través del procés CNO, contrauen els seus nuclis i evolucionen directament a l'etapa de gegant. L'augment de la massa i la densitat del nucli d'heli farà que l'estrella augmenti en mida i lluminositat a mesura que evoluciona cap a la branca gegant vermella.
Per a estrelles d'entre 0,4 i 1,5 masses solars, el nucli d'heli es converteix en degeneratiu abans que faci prou calor perquè l’heli comenci la fusió. Quan la densitat de l'heli degenerat al nucli és prou alta, al voltant de 10×106 g cm−3 amb una temperatura aproximada de 10×108 K − sofreix una explosió nuclear coneguda com a "flaix de l'heli". Aquest esdeveniment no s'observa fora de l'estrella, ja que l'energia desencadenada s'utilitza completament per elevar el nucli de la degeneració d'electrons a l'estat normal del gas. El nucli fusionant-se en heli s'expandeix, amb la densitat decreixent a aproximadament 103 − 104 g cm−3, mentre que l'embolcall estel·lar sofreix una contracció. L'estrella és ara de la branca horitzontal, amb la fotosfera mostrant una ràpida disminució de la lluminositat combinada amb un augment de la temperatura efectiva.
A les estrelles més massives de seqüència principal amb convecció central, l’heli produït per fusió es barreja a tota la zona convectiva. Un cop es consumeix l’hidrogen central, s’esgota eficaçment a tota la regió de convecció. En aquest moment, el nucli d'heli comença a contraure's i la fusió d'hidrogen comença al llarg d'una capa al voltant del perímetre, que després afegeix constantment més heli al nucli inert. A les masses estel·lars per sobre de 2,25 M☉, el nucli no es degenera abans d'iniciar la fusió d'heli. Per tant, a mesura que l'estrella envelleix, el nucli continua contraient-se i escalfant-se fins que amb el procés triple-alfa es pot mantenir al centre, fusionant heli amb carboni. Tanmateix, la major part de l'energia generada en aquesta etapa continua provinent de la capa de fusió d'hidrogen.
Per a estrelles amb masses per sobre de les 10 M☉, la fusió d'heli al nucli comença immediatament a mesura que finalitza la seqüència principal. Al voltant del nucli d'heli es formen dues carcasses que fusionen hidrogen: una carcassa interna del cicle CNO prim i una carcassa externa de la cadena pp.